# Nukunonu

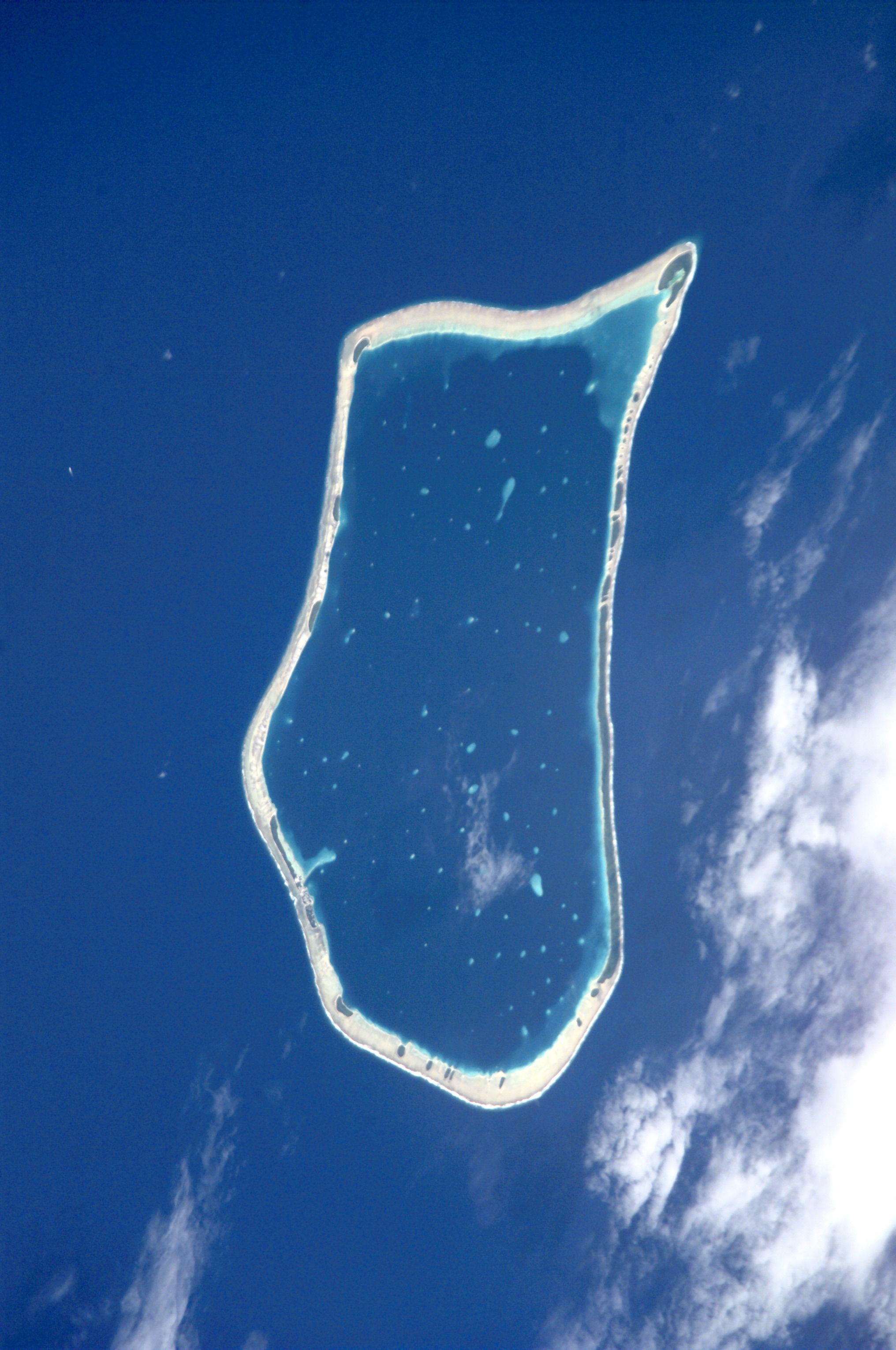
Imagine din satelit a atolului Nukunonu

Nukunonu este cel mai mare atol din Tokelau, un teritoriu ce aparține de Noua Zeelandă, din sudul Oceanului Pacific. Cuprinde aproximativ 30 de insulițe, înconjurând o lagună centrală,  cu o suprafață a pământului de aproximativ 5,5 km2 și a lagunei de 109 km2. 